# Montastruc-la-Conseillère
Montastruc-la-Conseillère – miejscowość i gmina we Francji, w regionie Oksytania, w departamencie Górna Garonna.
Według danych na rok 1990 gminę zamieszkiwało 2101 osób, a gęstość zaludnienia wynosiła 136 osób/km² (wśród 3020 gmin regionu Midi-Pireneje Montastruc-la-Conseillère plasuje się na 170. miejscu pod względem liczby ludności, natomiast pod względem powierzchni na miejscu 745.).